# Aloe ruvuensis
Aloe ruvuensis är en grästrädsväxtart som beskrevs av T.A.Mccoy och John Jacob Lavranos. Aloe ruvuensis ingår i släktet Aloe och familjen grästrädsväxter.
Artens utbredningsområde är Tanzania. Inga underarter finns listade i Catalogue of Life.